# 17496 Augustinus
17496 Augustinus este o planetă minoră (asteroid), cu un diametru de 2,297 km, din centura de asteroizi. A fost descoperită pe 29 februarie 1992 la Thüringer Landessternwarte Tautenburg⁠(d) de Freimut Börngen și a fost numită după Augustin de Hipona. 
Obiectul prezintă o orbită caracterizată de o semiaxă mare de 2,3142465 UAi, o excentricitate de 0,17, o înclinație de 7,12662 ° în raport cu ecliptica.